# Leichtathletik-Weltmeisterschaften 2007/Dreisprung der Männer

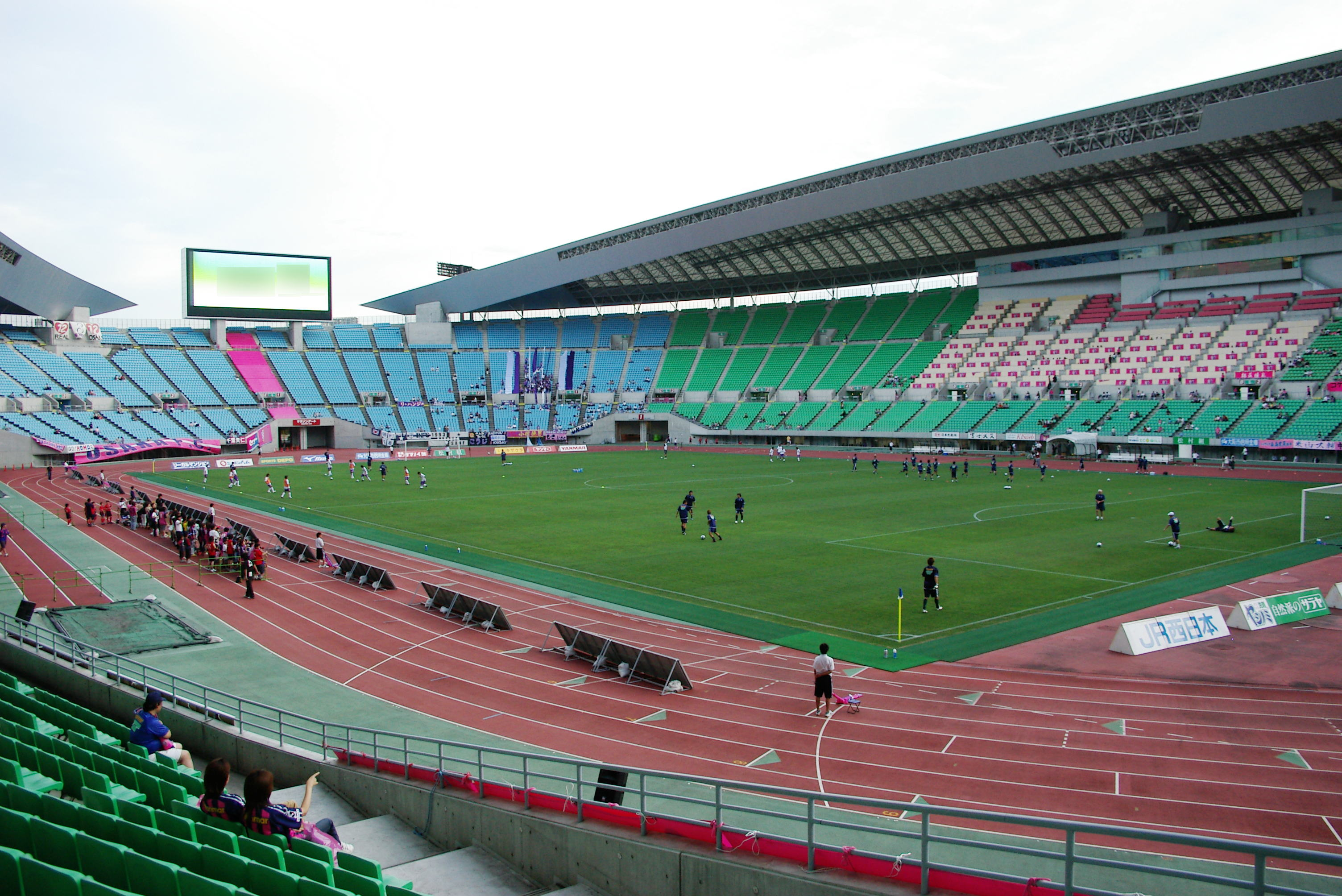
Das Nagai-Stadion in Osaka im Jahr 2004

Der Dreisprung der Männer bei den Leichtathletik-Weltmeisterschaften 2007 wurde am 25. und 27. August 2007 im Nagai-Stadion der japanischen Stadt Osaka ausgetragen.
Seinen ersten großen Erfolg bei einer bedeutenden internationalen Meisterschaft feierte der Portugiese Nelson Évora als neuer Weltmeister. Er gewann vor dem Brasilisaner Jadel Gregório. Bronze ging an den US-amerikanischen Titelverteidiger Walter Davis.

## Bestehende Rekorde
| Weltrekord               | 18,29 m | Jonathan Edwards | WM 1995 in Göteborg, Schweden | 7. Juli 1995 |
| Weltmeisterschaftsrekord | 18,29 m | Jonathan Edwards | WM 1995 in Göteborg, Schweden | 7. Juli 1995 |

Der bestehende WM-Rekord wurde bei diesen Weltmeisterschaften nicht eingestellt und nicht verbessert.
Es wurde ein Landesrekord aufgestellt:

17,74 m – Nelson Évora (Portugal), Finale am 27. August

## Windbedingungen
In den folgenden Ergebnisübersichten sind die Windbedingungen zu den einzelnen Sprüngen benannt. Der erlaubte Grenzwert liegt bei zwei Metern pro Sekunde. Bei stärkerer Windunterstützung wird die Weite für den Wettkampf gewertet, findet jedoch keinen Eingang in Rekord- und Bestenlisten.
Hier gab es keinen einzigen Sprung mit unzulässiger Windunterstützung.

## Legende
Kurze Übersicht zur Bedeutung der Symbolik – so üblicherweise auch in sonstigen Veröffentlichungen verwendet:
| – | verzichtet |
| x | ungültig   |

## Qualifikation
25. August 2007, 20:30 Uhr
33 Teilnehmer traten in zwei Gruppen zur Qualifikationsrunde an. Die Qualifikationsweite für den direkten Finaleinzug betrug 17,10 m. Drei Athleten übertrafen diese Marke (hellblau unterlegt). Das Finalfeld wurde mit den neun nächstplatzierten Sportlern auf zwölf Springer aufgefüllt (hellgrün unterlegt). So reichten für die Finalteilnahme schließlich 16,69 m.

### Gruppe A

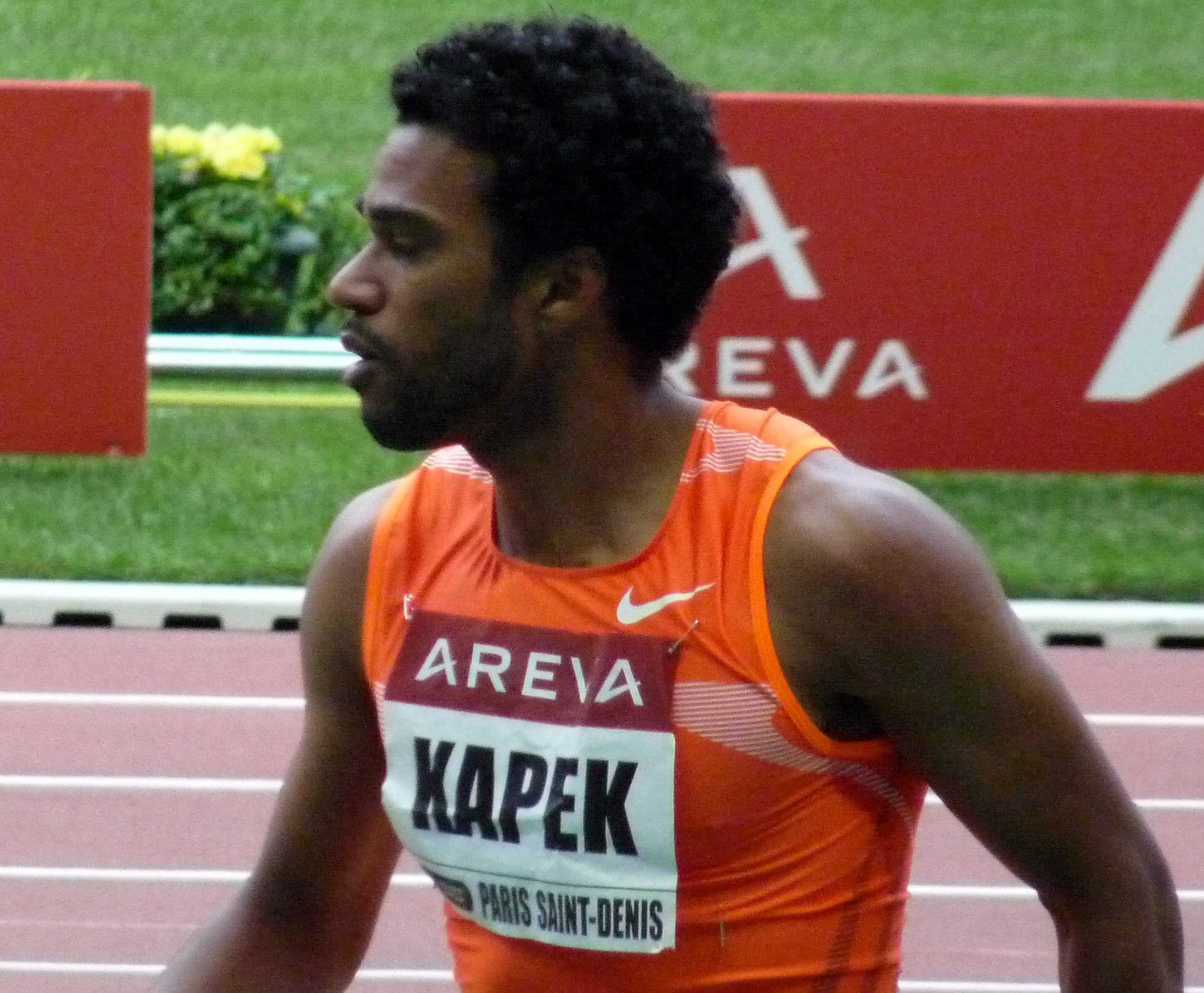
Julien Kapeks 16,55 m reichten nicht zur Finalteilnahme

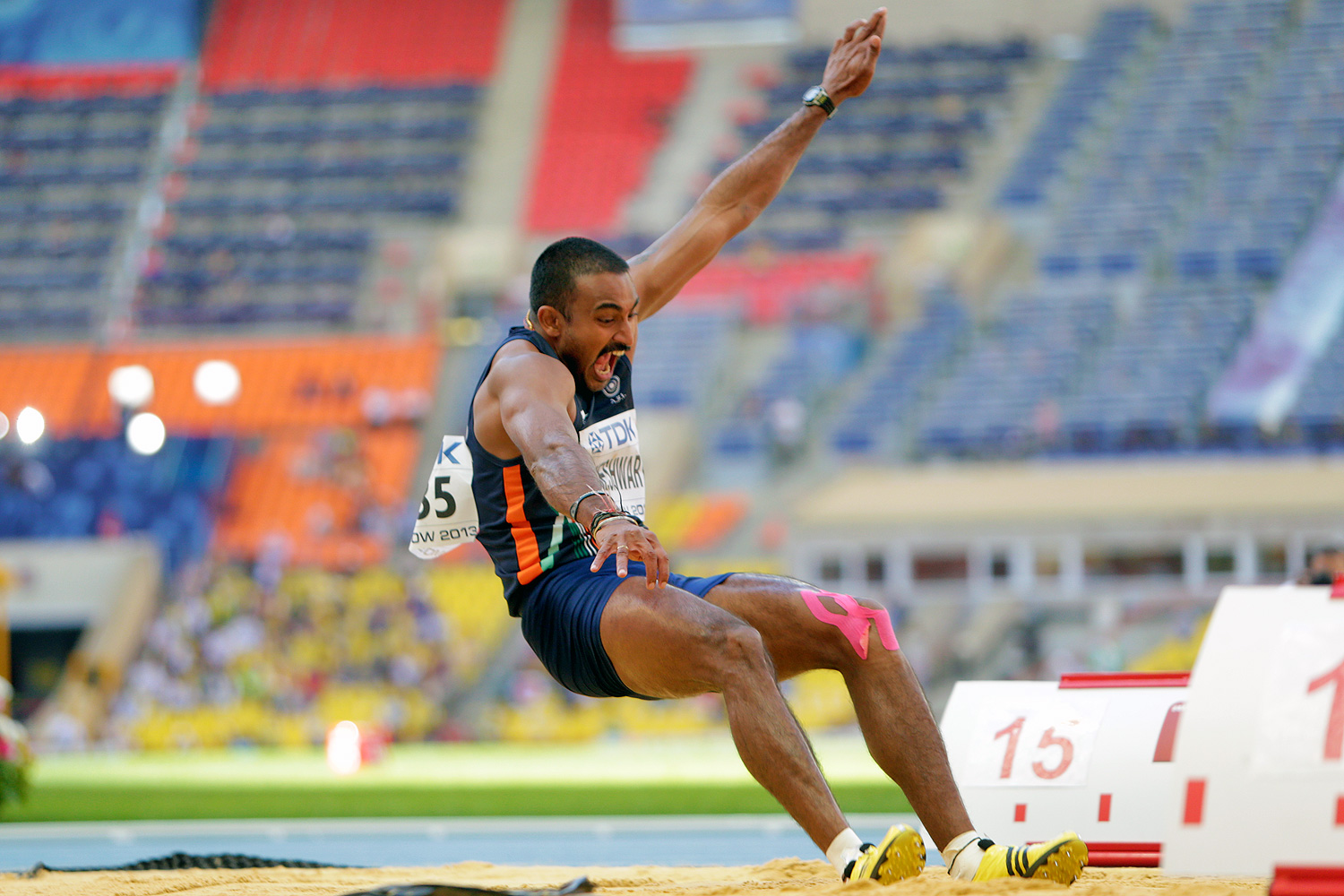
Renjith Maheswary scheiterte mit 16,38 m in der Qualifikation

| Platz | Name                   | Nation              | Resultat (m) | 1. Versuch (m) Wind (m/s) | 2. Versuch (m) Wind (m/s) | 3. Versuch (m) Wind (m/s) |
| 1     | Nelson Évora           | Portugal            | 17,22        | 17,07 / +0,2              | 17,22 / −0,2              | –                         |
| 2     | Jadel Gregório         | Brasilien           | 17,10        | 16,84 / −0,4              | 17,10 / −0,3              | –                         |
| 3     | Walter Davis           | USA                 | 17,10        | 17,10 / −0,1              | –                         | –                         |
| 4     | Alexander Petrenko     | Russland            | 17,05        | 17,05 / −0,1              | 16,64 / −0,5              | x                         |
| 5     | Osniel Tosca           | Kuba                | 16,74        | x                         | 16,74 / −0,4              | x                         |
| 6     | Alexander Martínez     | Schweiz             | 16,71        | 16,70 / −0,1              | 16,71 / −0,1              | 16,44 / −0,3              |
| 7     | Zhong Minwei           | Volksrepublik China | 16,69        | 16,31 / −0,3              | 16,35 / −0,9              | 16,69 / −0,2              |
| 8     | Dmitrij Vaľukevič      | Slowakei            | 16,65        | 16,65 / −0,4              | x                         | 16,61 / −0,8              |
| 9     | Li Yanxi               | Volksrepublik China | 16,57        | 16,50 / −0,3              | x                         | 16,57 / −0,1              |
| 10    | Wiktor Jastrebow       | Ukraine             | 16,57        | 16,39 / +0,1              | 16,57 / ±0,0              | 16,40 / −0,1              |
| 11    | Julien Kapek           | Frankreich          | 16,55        | 15,50 / ±0,0              | 16,44 / −0,8              | 16,55 / +0,4              |
| 12    | Anders Møller          | Dänemark            | 16,39        | 16,39 / +0,2              | x                         | 13,90 / −0,2              |
| 13    | Renjith Maheswary      | Indien              | 16,38        | 16,33 / +0,1              | 16,37 / −0,2              | 16,38 / +0,6              |
| 14    | Konstadínos Zalaggítis | Griechenland        | 16,26        | 16,03 / −0,7              | 16,26 / −0,1              | x                         |
| 15    | Kenta Bell             | USA                 | 16,22        | 16,22 / −0,1              | x                         | 15,55 / +0,1              |
| 16    | Takanori Sugibayashi   | Japan               | 16,21        | 16,05 / +0,1              | x                         | 16,21 / +0,7              |
| DNS   | Ndiss Kaba Badji       | Senegal             |              |                           |                           |                           |
| DNS   | Mohammad Hazzory       | Syrien              |              |                           |                           |                           |

### Gruppe B
| Platz | Name                          | Nation              | Resultat (m) | 1. Versuch (m) Wind (m/s) | 2. Versuch (m) Wind (m/s) | 3. Versuch (m) Wind (m/s) |
| 1     | Phillips Idowu                | Großbritannien      | 17,07        | 17,07 / −0,1              | x                         | –                         |
| 2     | Aarik Wilson                  | USA                 | 17,06        | 17,06 / +0,1              | 16,97 / −0,1              | –                         |
| 3     | Arnie David Giralt            | Kuba                | 17,05        | 17,05 / −0,1              | x                         | x                         |
| 4     | Kim Deok-hyung                | Südkorea            | 16,78        | 16,78 / −0,3              | x                         | 16,47 / −0,2              |
| 5     | Dimitris Tsiamis              | Griechenland        | 16,74        | 16,70 / −0,4              | 16,44 / −0,1              | 16,74 / ±0,0              |
| 6     | Gu Junjie                     | Volksrepublik China | 16,58        | x                         | 16,58 / −0,3              | 16,57 / −0,7              |
| 7     | Mykola Sawolajnen             | Ukraine             | 16,58        | 16,49 / −0,5              | 16,58 / −0,3              | x                         |
| 8     | Lawrence Willis               | USA                 | 16,55        | 13,01 / −0,6              | 16,51 / −0,2              | 16,55 / −0,4              |
| 9     | Yoandri Betanzos              | Kuba                | 16,54        | x                         | 16,54 / ±0,0              | 16,34 / ±0,0              |
| 10    | Leevan Sands                  | Bahamas             | 16,53        | 16,10 / −0,1              | 16,53 / −0,2              | x                         |
| 11    | Anton Andersson               | Schweden            | 16,48        | x                         | 16,18 / +0,3              | 16,48 / −0,1              |
| 12    | Daniil Burkenja               | Russland            | 16,47        | 15,95 / −0,2              | 16,20 / −0,3              | 16,47 / −0,2              |
| 13    | Tarik Bouguetaïb              | Marokko             | 16,45        | 16,45 / +0,2              | 15,86 / −0,3              | 16,10 / +0,4              |
| 14    | Jefferson Sabino              | Brasilien           | 16,34        | x                         | 16,34 / −0,1              | 14,06 / −0,2              |
| 15    | Hugo Mamba-Schlick            | Kamerun             | 16,24        | x                         | 16,00 /+0,3-              | 16,24 / −0,1              |
| 16    | Fabrizio Donato               | Italien             | 16,20        | 16,20 / +0,3              | x                         | 15,99 / −0,3              |
| 17    | Leonardo Elisiario dos Santos | Brasilien           | 15,74        | x                         | 15,74 / −0,1              | x                         |
| DNS   | Marian Oprea                  | Rumänien            |              |                           |                           |                           |

In der Qualifikation aus Gruppe B ausgeschiedene Dreispringer:

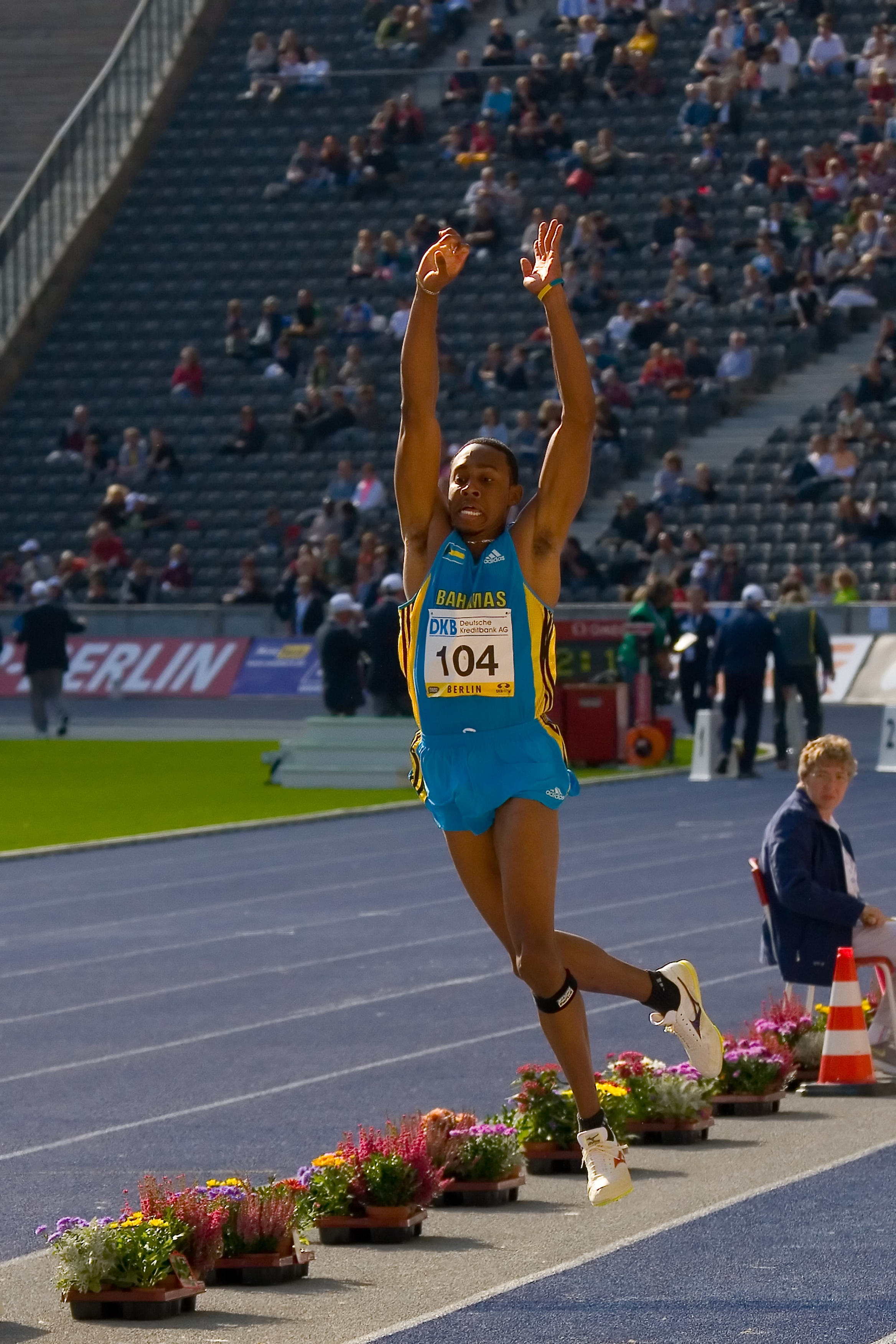
Leevan Sands Rang zehn mit 16,53 m
Hugo Mamba-Schlick Rang fünfzehn mit 16,24 m
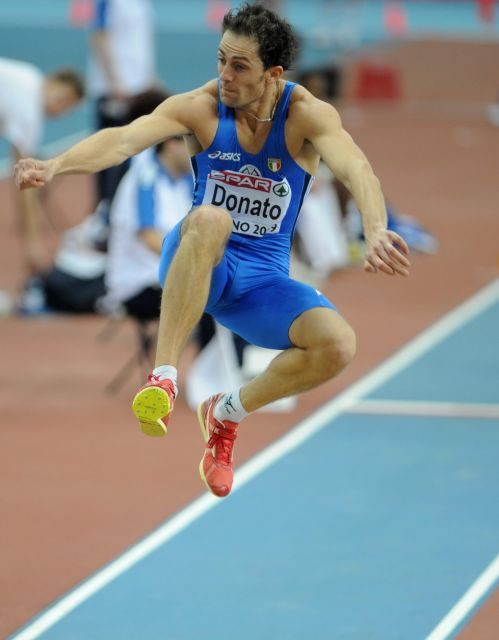
Fabrizio Donato Rang sechzehn mit 16,20 m

## Finale
27. August 2007, 20:30 Uhr
| Platz | Name               | Nation              | Resultat (m) | 1. Versuch (m) Wind (m/s) | 2. Versuch (m) Wind (m/s) | 3. Versuch (m) Wind (m/s) | 4. Versuch (m) Wind (m/s)                | 5. Versuch (m) Wind (m/s)                | 6. Versuch (m) Wind (m/s)                |
| 1     | Nelson Évora       | Portugal            | 17,74 NR     | 17,41 / +0,3              | x                         | 17,74 / +1,4              | –                                        | x                                        | 17,39 / −0,7                             |
| 2     | Jadel Gregório     | Brasilien           | 17,59        | 16,68 / −1,3              | 17,00 / −0,6              | x                         | 15,09 / −0,1                             | 17,59 / +0,3                             | 17,28 / +0,6                             |
| 3     | Walter Davis       | USA                 | 17,33        | 17,33 / +1,0              | x                         | x                         | x                                        | 17,22 / −0,1                             | x                                        |
| 4     | Osniel Tosca       | Kuba                | 17,32        | 16,71 / −0,9              | x                         | 17,32 / +1,1              | x                                        | 17,20 / −0,7                             | 17,27 / −1,4                             |
| 5     | Aarik Wilson       | USA                 | 17,31        | 16,89 / −1,1              | 17,21 / −0,8              | x                         | 15,35 / +0,7                             | 17,07 / −0,2                             | 17,31 / +0,6                             |
| 6     | Phillips Idowu     | Großbritannien      | 17,09        | 16,63 / +0,2              | 17,07 / +0,5              | 16,66 / ±0,0              | 16,88 / +0,4                             | 16,85 / +0,1,0                           | 17,09 / −0,9                             |
| 7     | Arnie David Giralt | Kuba                | 16,91        | 16,91 / +0,7              | 16,49 / ±0,0              | x                         | x                                        | –                                        | –                                        |
| 8     | Alexander Martínez | Schweiz             | 16,85        | 16,77 / +0,2              | 16,30 / −1,0              | 16,85 / +1,3              | 16,24 / ±0,0                             | 15,86 / +1,3                             | 13,95 / +1,3                             |
| 9     | Kim Deok-hyung     | Südkorea            | 16,71        | 16,01 / −0,2              | 16,71 / +0,6              | 16,71 / +1,1              | nicht im Finale der besten acht Springer | nicht im Finale der besten acht Springer | nicht im Finale der besten acht Springer |
| 10    | Alexander Petrenko | Russland            | 16,66        | 16,66 / +0,8              | x                         | 16,60 / +0,2              | nicht im Finale der besten acht Springer | nicht im Finale der besten acht Springer | nicht im Finale der besten acht Springer |
| 11    | Zhong Minwei       | Volksrepublik China | 16,66        | 16,66 / +1,5              | 15,87 / ±0,0              | 16,01 / +0,4              | nicht im Finale der besten acht Springer | nicht im Finale der besten acht Springer | nicht im Finale der besten acht Springer |
| 12    | Dimitris Tsiamis   | Griechenland        | 16,59        | 16,33 / +0,4              | 16,59 / −1,1              | 16,29 / +0,7              | nicht im Finale der besten acht Springer | nicht im Finale der besten acht Springer | nicht im Finale der besten acht Springer |

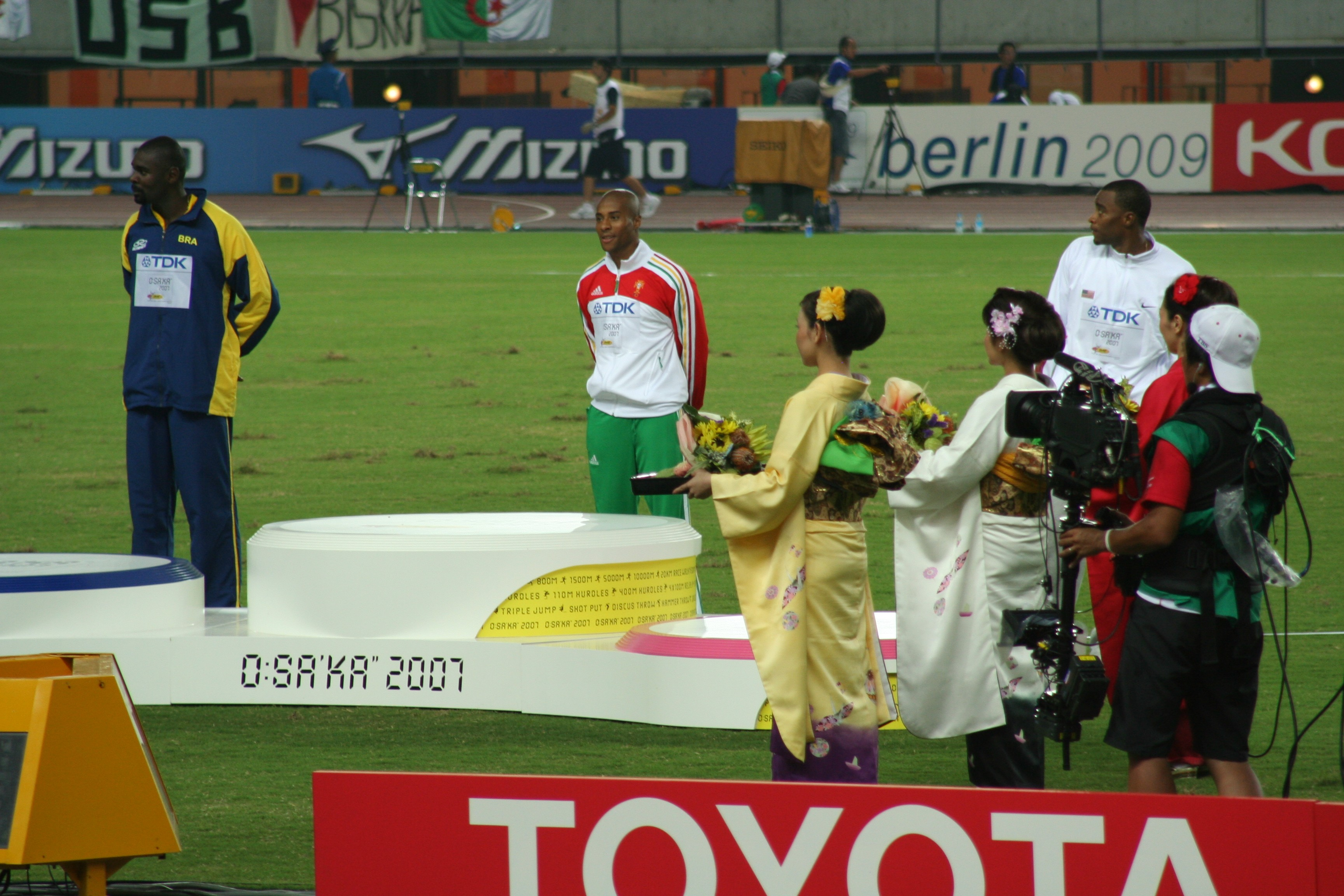
Siegerehrung im Dreisprung
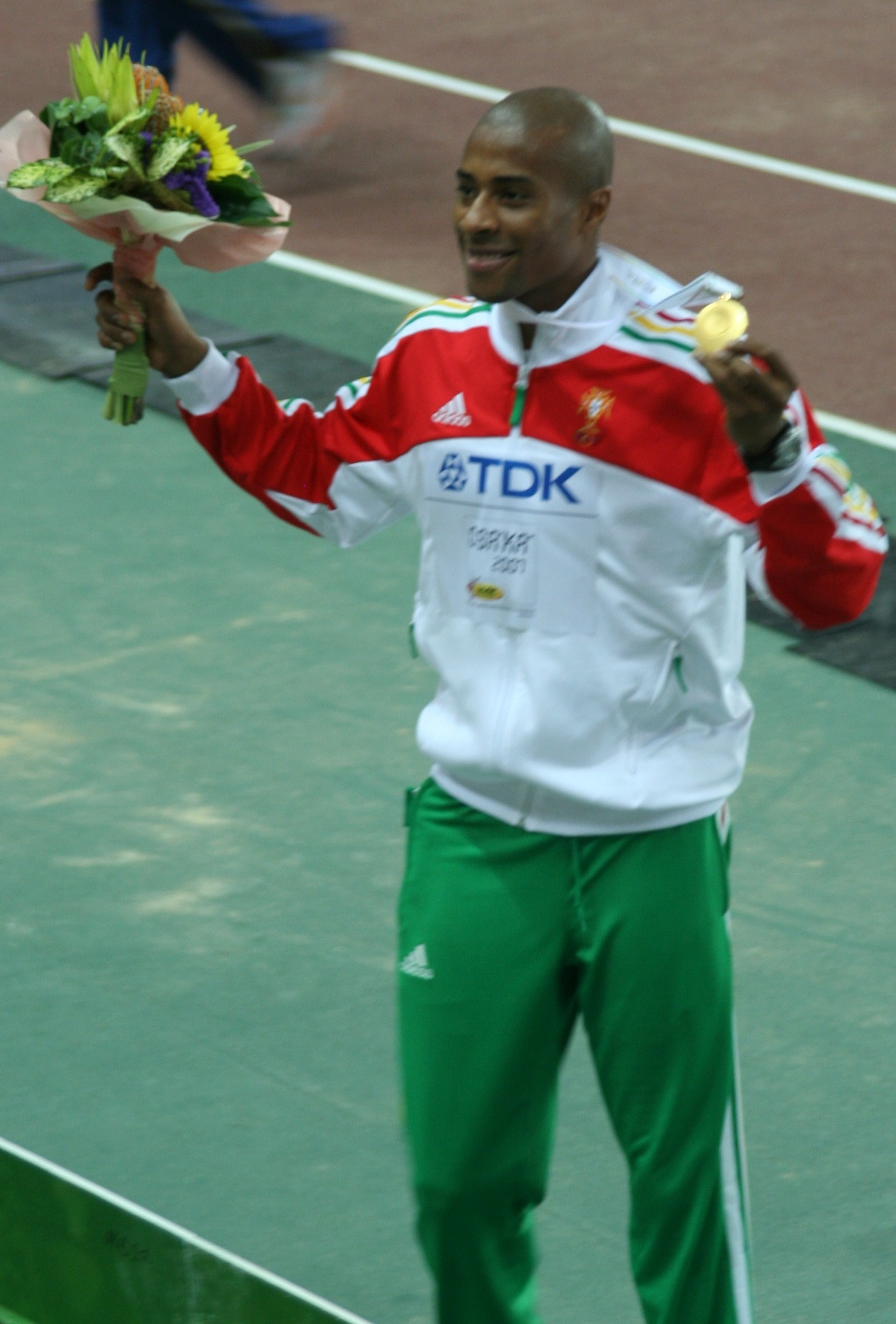
Weltmeister Nelson Évora nach seinem ersten großen Erfolg bei einer bedeutenden internationalen Meisterschaft
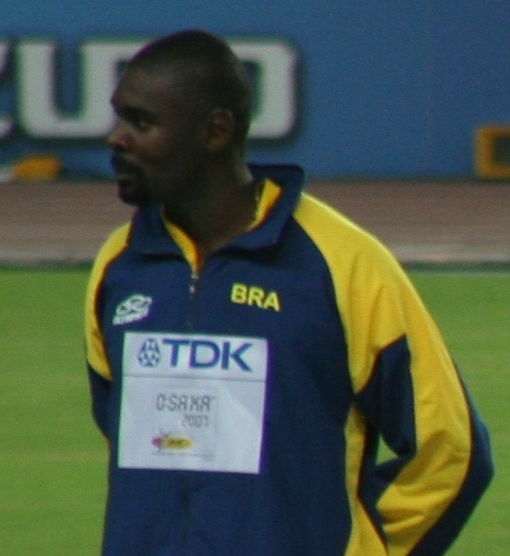
Vizeweltmeister Jadel Gregório
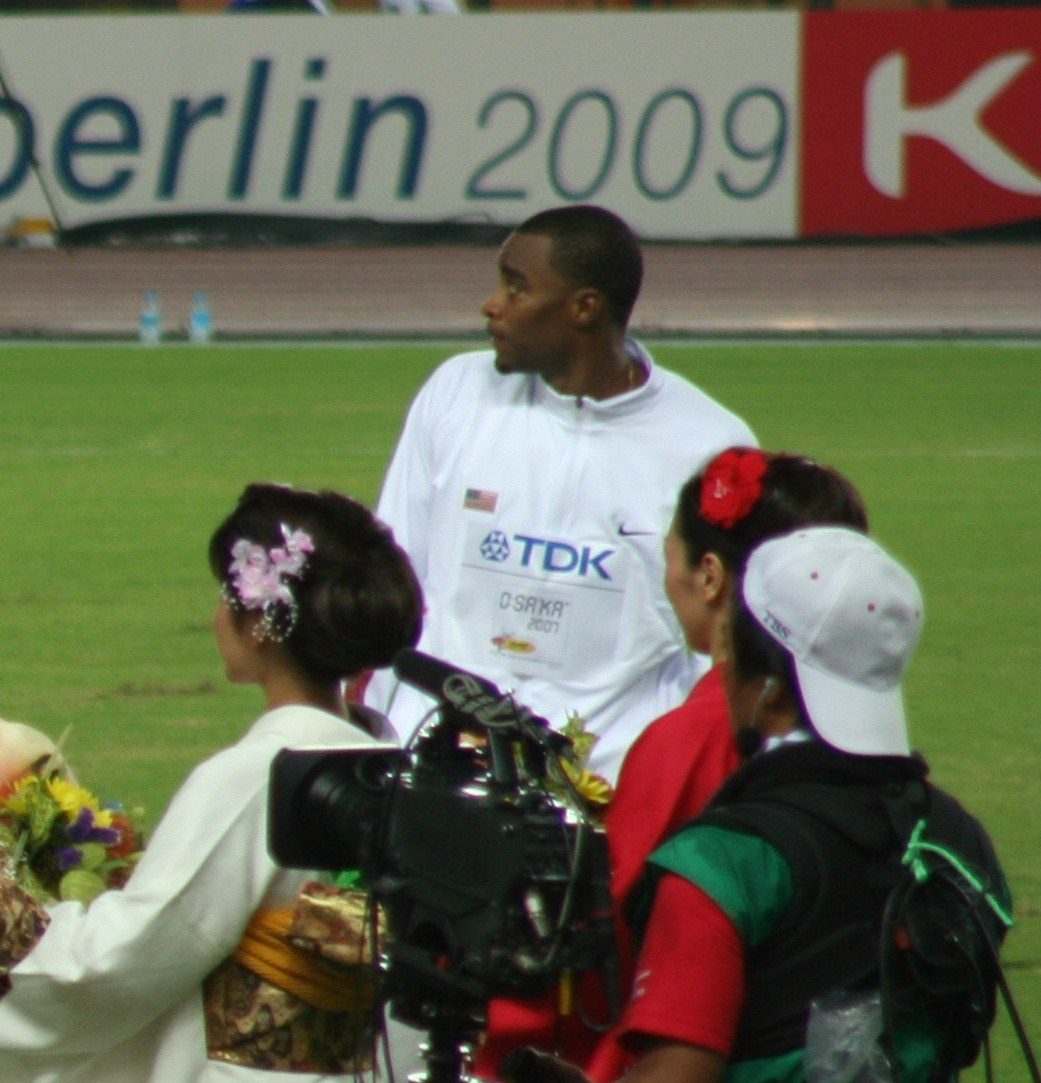
Für Titelverteidiger Walter Davis gab es diesmal Bronze
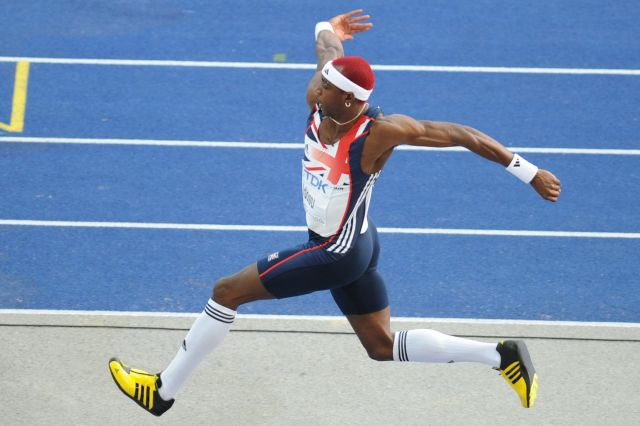
Phillips Idowu erreichte Platz sechs
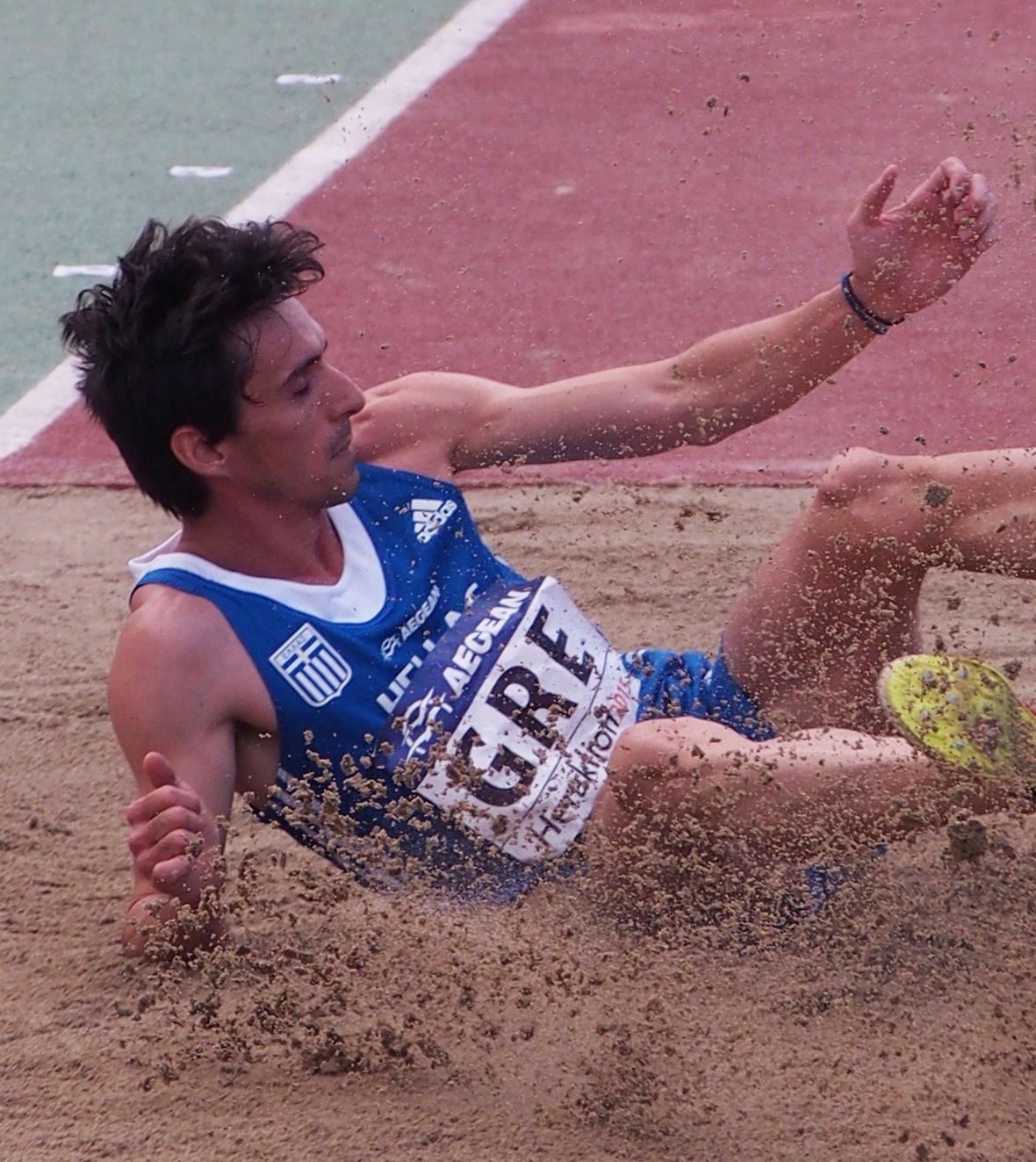
Der zwölftplatzierte Dimitris Tsiamis

## Videolinks
- World Championship Osaka 2007 Triple Jump Final part 1.wmv, youtube.com, abgerufen am 27. Oktober 2020
- World Championship Osaka 2007 Triple Jump Final part 2.wmv, youtube.com, abgerufen am 27. Oktober 2020
- World Championships Osaka 2007_National Record - Nelson Évora, youtube.com, abgerufen am 27. Oktober 2020